# Club Natació Calella
El Club Natació Calella es una entitat esportiva de Calella (Barcelona) fundada el 15 de gener de 1988, inicialment com a club de natació. Uns anys més tard va crear seccions de waterpolo, triatló (1995), natació sincronitzada (2003) i natació en aigües obertes.
El club va organitzar els Campionats d’Espanya de Natació Absoluts d’estiu (2005) i el Campionat d’Europa Júnior de Natació Sincronitzada (2007).
L'any 2017 la Federació Catalana de Natació va concedir el premi al 12è millor club de Catalunya. El premi va ser entregat per Raül Romeva i Rueda.

## Presidents[2]
- Sr. Joan Serras i Mir (1988-1991)
- Sr. Josep Oliva i Hernández (1991-1992)
- Sr. Josep Maria Corrales i Servet (1992-1999)
- Sra. Dorly Strobl (1999-2011)
- Sr. Jordi Sagrera i Baronet (2011-2016)
- Sr. Raül Claramunt i Ruscalleda (2016-Actualitat)

## Esportistes rellevants
- Alan Cabello[4]
- Alex Castejón[5]